# Trichodesmium
 (mars 2017).
Genre
Synonymes
- Haliarachne Lemmermann, 1899[1] [2]
- Heliotrichum Wille ex Schütt, 1893[2]
- Pelagothrix J. Schmidt, 1901[2]
- Skujaella De Toni, 1938[2]
- Xanthotrichum N.Wille ex O.Kirchner, 1898[1]
- Xanthotrichum Wille ex Schütt, 1893[2]

Trichodesmium est un genre de cyanobactéries de la famille des Microcoleaceae.

## Description
Trichodesmium est un genre de cyanobactéries filamenteuses. Ils se trouvent dans les eaux tropicales et subtropicales pauvres en nutriments, en particulier autour de l'Australie et dans la mer Rouge, où ils ont d'abord été décrit par le capitaine Cook.
Les espèces du genre Trichodesmium sont diazotrophes, c'est-à-dire qu'elles fixent l'azote atmosphérique dans l'ammonium, un nutriment utilisé par d'autres organismes. Trichodesmium est le seul genre diazotrophique connu capable de fixer l'azote en plein jour dans des conditions aérobies sans l'utilisation d'hétérocystes.
Trichodesmium peut vivre sous forme de filaments individuels, avec des dizaines à des centaines de cellules assemblées ou dans des colonies formées de dizaines à des centaines de filaments regroupés. Ces colonies sont visibles à l'œil nu et peut parfois former des efflorescences agales qui peuvent être étendues sur les eaux de surface. Ces grandes efflorescences ont été largement reconnues comme « sciure de mer / paille ». En fait, la mer Rouge obtient la majeure partie de sa coloration éponyme du pigment correspondant dans Trichodesmium erythraeum. Les colonies de Trichodesmium fournissent un substrat pseudobenthique pour de nombreux petits organismes océaniques, y compris les bactéries, les diatomées, les dinoflagellés, les protozoaires et les copépodes (qui en sont le principal prédateur). De cette façon, le genre peut supporter des micro-environnements complexes.

## Structure cellulaire
Comme la plupart des cyanobactéries, Trichodesmium a une paroi cellulaire Gram négatif. Cependant, contrairement à d'autres diazotrophes anaérobies, les hétérocystes (structures trouvées dans les cyanobactéries qui protègent la nitrogénase de l'oxygénation) manquent dans Trichodesmium. C'est une caractéristique unique parmi les diazotrophes aérobies qui fixent l'azote en plein jour. La photosynthèse se produit en utilisant la phycoérythrine, une phycobiliprotéine, complexe collecteur de lumière, qui se trouve normalement dans les hétérocystes des autres diazotrophes.
Au lieu d'avoir des piles localisées de thylakoïdes, Trichodesmium a des thylakoïdes dépilés trouvés dans toute la cellule. Trichodesmium est fortement vacuolé et la teneur et la taille des vacuoles présentent une variation diurne. Les grandes vésicules de gaz (soit le long de la périphérie, comme on le voit dans T. erythraeum ou trouvées réparties dans toute la cellule comme on le voit chez T. thiebautii) permettent à Trichodesmium de réguler la flottabilité dans la colonne d'eau. Ces vésicules de gaz peuvent résister à une pression élevée, vraisemblablement jusqu'à 100 à 200 m dans la colonne d'eau, ce qui permet à Trichodesmium de se déplacer verticalement à travers les éléments nutritifs de la colonne d'eau.

## Fixation de l'azote
Le diazote est l'élément le plus abondant dans l'atmosphère. Cependant, sous cette forme, l'azote n'est pas utilisable pour la plupart des processus biologiques. La fixation d'azote est le processus de conversion du N2 atmosphérique inerte en des formes d'azote biologiquement utilisables telles que l'ammonium et les oxydes d'azote. Ce processus nécessite une quantité substantielle d'énergie (sous forme d'ATP) pour rompre la triple liaison entre les atomes d'azote.
Trichodesmium est le principal diazotrophe dans les systèmes pélagiques marins et est une source importante de « nouveau » azote dans les eaux pauvres en éléments nutritifs qu'il habite. La fixation d'azote dans Trichodesmium est unique parmi les diazotrophes car le processus se produit concurremment avec la production d'oxygène (via la photosynthèse). Dans d'autres cyanobactéries, la réduction de N2 et de CO2 est séparée soit dans l'espace (en utilisant des hétérocystes pour protéger l'enzyme nitrogénase sensible de l'oxygène) soit dans le temps. Cependant, les hétérocystes manquent chez Trichodesmium et le pic de fixation de l'azote a lieu pendant le jour (suivant un flux journalier initié le matin, atteignant un taux de fixation maximal à midi et cessant l'activité le soir). Depuis la première réalisation de cette énigme, Trichodesmium a été au centre de nombreuses études pour essayer de découvrir comment la fixation d'azote est capable de se produire en présence de production d'oxygène sans structure apparente séparant les deux processus.
Des études d'inhibiteurs ont même révélé que l'activité du photosystème II est essentielle pour la fixation de l'azote dans cet organisme. Tout cela peut sembler contradictoire à première vue, car l'enzyme responsable de la fixation de l'azote, la nitrogénase, est irréversiblement inhibée par l'oxygène. Cependant, Trichodesmium utilise la photosynthèse pour la fixation de l'azote en effectuant la réaction de Mehler, au cours de laquelle l'oxygène produit par PSII est de nouveau réduit après PSI. Cette régulation de la photosynthèse pour la fixation de l'azote implique un couplage réversible rapide de leur antenne de récolte de lumière, les phycobilisomes, avec PSI et PSII [8].

## Écologie

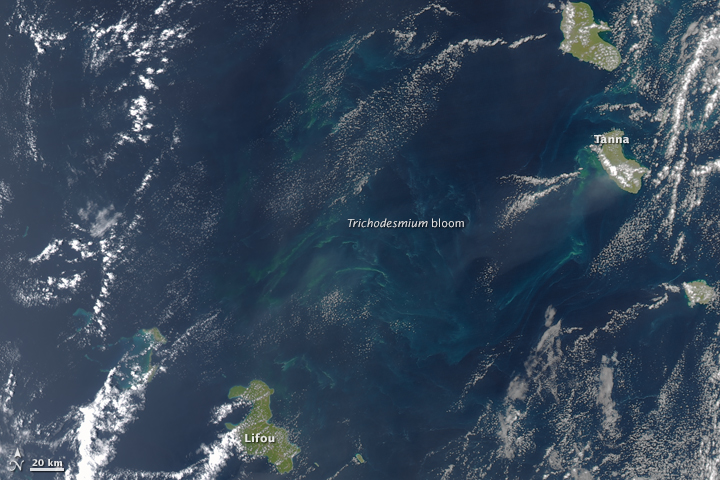
Efflorescence de Trichodesmium erythraeum, entre le Vanuatu et la Nouvelle-Calédonie, océan Pacifique SW

Trichodesmium se retrouve dans les eaux oligotrophes, souvent lorsque les eaux sont calmes et que la profondeur de la couche mixte est peu profonde (environ 100 m). Trichodesmium se trouve principalement dans l'eau entre 20 et 34 °C et est fréquemment rencontré dans les océans tropicaux et subtropicaux dans les frontières occidentales. Sa présence est plus prononcée dans l'eau pauvre en azote et il peut facilement être vu quand les efflorescences se forment, piégeant de grandes colonies de Trichodesmium à la surface.
En tant que diazotrophe, Trichodesmium contribue une grande partie du nouvel azote de l'écosystème marin, estimé produire entre 60 et 80 Tg d'azote par an. L'azote fixé par Trichodesmium peut être utilisé directement par la cellule, entrer dans la chaîne alimentaire par les herbivores, être libéré dans les piscines dissoutes, ou obtenir exporté vers la mer profonde.
Comparé au phytoplancton eucaryote, Trichodesmium a un taux de croissance lent, qui a été supposé être une adaptation à la survie en haute énergie, mais faible teneur en nutriments des eaux oligotrophes. Le taux de croissance est limité par les concentrations de fer et de phosphate dans l'eau. Afin d'obtenir ces nutriments limités, Trichodesmium est capable de réguler la flottabilité en utilisant sa vacuole de gaz et de se déplacer verticalement dans toute la colonne d'eau, pour la récolte des nutriments.

## Colonies
Diverses espèces de Trichodesmium ont été décrites en fonction de la morphologie et de la structure des colonies formées. Les colonies peuvent se composer d'agrégats de plusieurs à plusieurs centaines de trichomes et forment des colonies fusiformes (appelées « Tufts ») lorsqu'elles sont alignées en parallèle, ou sphériques (appelées « Puffs ») colonies lorsqu'elles sont alignées radialement.
On a montré que les colonies de Trichodesmium présentaient un grand degré d'association avec d'autres organismes, y compris des bactéries, des champignons, des diatomées, des copépodes, des tuniciers, des hydrozoaires et des protozoaires parmi d'autres groupes. Ces colonies peuvent constituer une source d'abri, de flottabilité et éventuellement de nourriture dans les eaux de surface. La plupart de ces associations semblent être commensales, Trichodesmium fournissant le substrat et la nutrition tout en ne tirant aucun avantage évident des organismes vivant dans les colonies.

## Efflorescences
Trichodesmium forme de grandes efflorescences algales ou blooms planctoniques visibles dans les eaux de surface. Les efflorescence algale ont été décrites dans la mer Baltique, la mer Rouge, la mer des Caraïbes, l'océan Indien, l'Atlantique Nord et Sud, le Pacifique Nord et au large des côtes de l'Australie. Une des plus anciennes efflorescences a été décrite par E. Dupont dans la mer Rouge, remarquée pour transformer la surface de l'eau en une couleur rougeâtre. On dit que cette floraison s'étend sur environ 256 milles marins. La plupart des efflorescences ont plusieurs kilomètres de long et durent de un à plusieurs mois. Les efflorescences peuvent se former dans les eaux côtières ou océaniques, le plus souvent lorsque l'eau est encore immobile depuis un certain temps et que les températures de surface dépassent 27 °C.
Les efflorescences de Trichodesmium libèrent du carbone, de l'azote et d'autres nutriments dans l'environnement. On a montré que certaines espèces de Trichodesmium libéraient des toxines qui causent la mortalité de certains copépodes, poissons et huîtres. Les efflorescences ont également été créditées de la libération de la toxine qui provoque le clupeotoxisme chez les humains après l'ingestion de poissons qui ont bio-accumulé la toxine au cours des efflorescences de Trichodesmium. L'impact plus important de ces efflorescences est probablement important pour l'écosystème océanique et est la source de nombreuses études. Les efflorescences sont tracées et suivies en utilisant l'imagerie satellitaire où la vacuole fortement réfléchissante de gaz rend les efflorescences de Trichodesmium facilement détectables.
On s'attend à ce que les efflorescences puissent augmenter en raison des effets anthropiques dans les années à venir. Le chargement des phosphates dans l'environnement (par la pollution par les engrais, l'élimination des déchets et la mariculture) réduira les contraintes de croissance associées à une phosphatation limitée et à une augmentation probable de la floraison. De même, on prévoit que le réchauffement climatique augmentera la stratification et provoquera un affaissement de la profondeur de couche mixte. Ces deux facteurs sont associés à des proliférations de Trichodesmium et peuvent également entraîner une augmentation de l'apparition de proliférations à l'avenir.

## Liste d'espèces
Selon LPSN (31 juillet 2025), la base de donnée de référence pour les bactéries, on compte actuellement sept espèces publiées de manière valide :
- Trichodesmium brasiliense Sant'Anna et al. 2018
- Trichodesmium clevei (Schmidt 1902) Anagnostidis & Komárek 1988
- Trichodesmium erythraeum Ehrenberg ex Gomont 1892
- Trichodesmium indicum (Hauck 1888) ex Lemmermann 1899
- Trichodesmium lenticulare (Lemmermann 1899) Anagnostidis & Komárek 1988
- Trichodesmium scoboideum Lucas 1919
- Trichodesmium tenue Wille 1904

### Espèces synonymes
Selon LPSN (31 juillet 2025), les espèces suivantes sont considérées comme des synonymes :
- Trichodesmium contortum (Wille ex O.Kirchner) Wille, 1903, est une espèce synonyme de Oscillatoria contorta (Wille ex Kirchner 1898) Sournia 1968

- Trichodesmium hildebrandtii Gomont, 1892, est une espèce synonyme de Oscillatoria hildebrandtii (Gomont 1892) Geitler 1932
- Trichodesmium iwanoffianum Nygaard, 1926, est une espèce synonyme de Planktothrix iwanoffiana (Nygaard 1926) Umezaki et Watanabe 1994
- Trichodesmium lacustre Klebahn, 1895, est une espèce synonyme de Planktothrix lacustris (Klebahn 1895) Umezaki et Watanabe 1994
- Trichodesmium thiebautii Gomont ex Gomont, 1890, est une espèce synonyme de Oscillatoria thiebautii (Gomont 1892) Geitler 1932

Toujours selon la LPSN, AlgaeBase, et WORMS d'autres anciennes espèces incertaines sont aussi devenues des synonymes :
- Trichodesmium tenue Wille, 1904[4]. Selon Agnostidis & Komárek (1988: 419), c'est un synonyme de Trichodesmium radians (Wille) Golubić, 1977[4].
- Trichodesmium radians (Wille ex Kirchner) Golubić, 1978, est une espèce synonyme de Heliotrichum radians Wille ex Kirchner 1898[5]

## Taxonomie
Le nom correct complet (avec auteur) de ce taxon est Trichodesmium Ehrenberg ex Gomont 1892.
espèce type est Trichodesmium erythraeum Ehrenberg ex Gomont 1892.
Trichodesmium a pour synonymes :
- Haliarachne Lemmermann 1899
- Pelagothrix Schmidt 1902
- Trichodesmium Ehrenberg 1830

### Étymologie
L'étymologie du nom de genre Trichodesmium est la suivante : Tri.cho.des’mi.um. Gr. neut. n. desmion; N.L. neut. n. Trichodesmium, une touffe de cheveux.

## Publication originale
- M. Gomont, « Monographie des Oscillariées (Nostocacées Homocystées) deuxiéme partie -Lyngbyées. », Annales des Sciences Naturelles, Botanique, vol. Série 7, no 16,‎ 1892, p. 91-264.